# Schotse herdershond
De Schotse herdershond of collie kent twee vachtvariëteiten, kort- en langharig, die ieder als afzonderlijk ras door het FCI erkend zijn. Collie betekent herdershond.

## Geschiedenis
De Schotse herdershond is al bekend sinds de 13e eeuw in Schotland en werd tot de 18e eeuw vooral als herder van schapen ingezet. In 1840 werd de eerste collie club gesticht. De Schotse herdershond is stamvader van de Australische veedrijvershond. Om de Schotse herder een eleganter uiterlijk te geven, heeft men onder meer Barzois en Engelse setters ingefokt. Dankzij de Barzoi heeft de collie nu een langere neus. Nadat koningin Victoria hem als huishond koos en later door de televisiereeks Lassie, werd hij een van de bekendste hondenrassen.

## Vacht- en kleurvariëteiten
De langharige collie heeft een lange  vacht met dikke ondervacht, een volle staart met meestal zwarte vlek bovenaan of in het midden van de staart en meestal een witte staartpunt.
De collie heeft drie kleurvariëteiten die bekend zijn in Nederland:
Sable: De Sable kan allerlei soorten kleurslagen bevatten, van vossenkleur tot mahonie & goudkleur. Meestal met witte pootjes en witte kraag die zowel volledig als half kan zijn. Er zijn ook collies bekend zonder witte kraag.
Tricolour: Dit is een geheel zwarte collie met witte pootjes en kraag en bruine of tankleurige aftekeningen rondom expressie en pootjes. Indien de tricolour gekruist wordt met een sable, kan er een shaded of dark sable ontstaan. Deze heeft het patroon van een sable collie, met zwarte haarpunten wat op oudere leeftijd heel donker kan worden.
Blue Merle: De Blue Merle is een lastige kleur om goed te fokken.
Veelal worden ze als grijs gezien of met veel zwarte vlekken, wat wel is toegestaan.
De Blue Merle heeft echter normaal gesproken een zilverkleurige vacht, of is blauwschimmel van kleur met zwarte puntjes of vlekjes, dit met bruine- of tanaftekeningen in expressie en pootjes en natuurlijk met de witte kraag die geheel of half kan zijn en witte pootjes. Roestkleurige vlekken zijn niet toegestaan.
Color Headed White.
In de Verenigde Staten zijn echte 'White collie's' bekend, geaccepteerd en erkend. Dit is een collie met minimale gekleurde aftekening op een witte vacht, alleen op het hoofd zijn ze gekleurd, zoals wij gewend zijn, en sommige hebben hier en daar wat vlekken. De kleur van het hoofd geeft aan wat voor kleur collie het is. Deze collies zijn voor show, sport, fok, enz, erkend, en evenzo functioneel en gezond als welke andere bekende kleur collie ook.
De White collie ontstaat door een combinatie van twee gekleurde White Factor collies, of een gekleurde White Factor collie X White collie, of twee White collies. Er kan alleen White ontstaan wanneer een White met een gekleurde gecombineerd wordt die het zogenaamde White Factor draagt. Dat betekent dat die collie het White Factor gen draagt voor White. Men krijgt dan gekleurde White Factors en White pupjes. De Color Headed White Collie’s hebben dezelfde problemen als gekleurde collies.
Problematisch wit (White Defected)
Er is een vorm van Witte collie waar grote problemen mee zijn. De dubbel Merle's (MM), die geboren worden uit een combinatie Merle X Merle. Het Merle gen veroorzaakt een verdunning van het pigment dat bij een Tri-colour X Merle, het mooie aparte marmereffect veroorzaakt. Combineert men 2 Merles, dan kan deze verdunningsfactor zich verdubbelen, en kunnen problemen zoals blindheid en doofheid ontstaan en deze hebben vaak geen lang leven. Een duidelijk kenmerk is de witte vacht. Zulke puppen, zijn bijna, tot helemaal wit, zonder masker of gekleurd hoofd, en meestal ontbreekt de pigmentatie van de ogen en neus. Ze zijn gemakkelijk hieraan te herkennen.
Omdat het risico erg groot is dat zulke pups geboren worden uit een dubbel Merle combinatie, is het verboden om deze kleuren met elkaar te combineren. In Canada is het toegestaan om Blue Merle met de Sable kleur te combineren, dat wordt sable-merle genoemd. In Nederland mag de Blue Merle alleen met een Tri Color gecombineerd worden.
Kortharig
Voor de kortharige collie gelden veelal dezelfde regels. De kortharige collie heeft alleen een ruwe, korte vacht.

## Fokken
Bij het fokken van een Schotse herdershond moet op verantwoorde manier te werk worden gaan. Ouderdieren moeten bijvoorbeeld getest worden op HD (heupdysplasie) en CEA PRA (de ogen). De teef moet voor dekking goed gecontroleerd zijn op ziektes en infecties om zo te voorkomen dat de teef leeg blijft na de dekking of dode pups ter wereld brengt. Ook de reu wordt onderzocht alvorens er toestemming wordt gegeven voor dekking. De eigenaar van de teef betaalt dekgeld om de reu te mogen gebruiken. Een collie kan vier tot acht pups krijgen. Een kortharige collie kan wel 6 tot 10 pups krijgen per worp.
Een dracht duurt ongeveer 63 dagen met uitzonderingen en pups moeten zo'n acht tot negen weken bij de moeder blijven. Met zes à zeven weken worden de pups geënt, krijgen een microchip en oogcontrole (CEA PRA).
Bij een erkend fokker, aangesloten bij Raad van Beheer en een van de ras verenigingen, krijgt de koper een stamboom bij de aangeschafte pup.

## MDR1 Defect
De meeste collies hebben een MDR1 defect, dat hen uitermate gevoelig maakt voor bepaalde farmaca uit de groep van de avermectines (ontwormingsmiddel). Collies die met deze producten ontwormd worden zullen zware neurologische symptomen ontwikkelen.

## Karakter

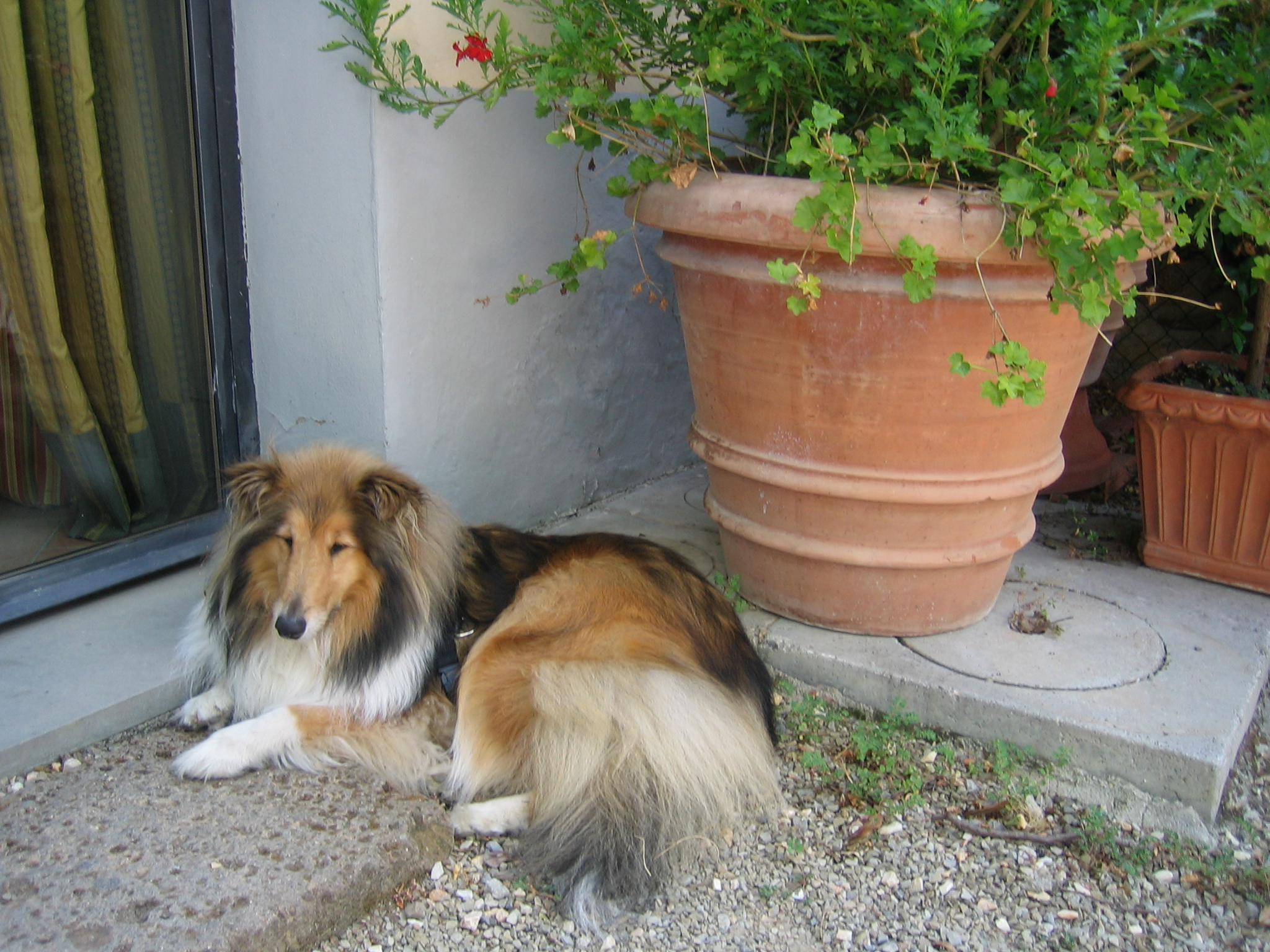
Dark Sable langharige collie

De Schotse herdershond is een rustige hond, gehecht aan zowel baas als huisgenoten, maar een persoon als 'baas' worden beschouwd. De collie is een gemakkelijk dier bij sport- en gehoorzaamheidstrainingen. De hond is slim en leert snel, maar als er te weinig wordt geoefend kan het dier ongehoorzaam worden. Collies hebben een hekel aan stemverheffing en reageren heel nerveus of geschrokken op ruzies in het gezin of als ze gestraft worden. Als kinderen goed weten om te gaan met de collie is de hond zachtmoedig naar hen toe.

## Rasverenigingen
Er zijn verschillende rasverenigingen aangesloten bij de raad van beheer. Iedere rasvereniging heeft zijn eigen speerpunten:
- Nederlandse Collie Club
- De Collieclub
- Smooth Collie Friends (korthaar)
- Schotse Herder Vrienden

Australian stumpy tail cattle dog ·
Australische herder ·
Australische veedrijvershond ·
Bearded collie ·
Beauceron ·
Belgische herder ·
Bergamasco ·
Berghond van de Maremmen en Abruzzen ·
Bobtail ·
Boheemse herder ·
Bordercollie ·
Bouvier des Ardennes ·
Bouvier (des Flandres) ·
Briard ·
Ca de bestiar ·
Cão da Serra de Aires ·
Cão de fila de São Miguel ·
Catalaanse herder ·
Ciobanesc romanesc carpatin ·
Ciobanesc romanesc mioritic ·
Duitse herder ·
Hollandse herder ·
Karpatische herdershond ·
Kelpie ·
Komondor ·
Kroatische herder ·
Kuvasz ·
Lancashire heeler ·
Miniature American Shepherd ·
Mudi ·
Picardische herdershond ·
Polski owczarek nizinny ·
Puli ·
Pumi ·
Pyrenese herdershond ·
Saarlooswolfhond ·
Schapendoes ·
Schipperke ·
Schotse herdershond ·
Sheltie ·
Slovenský čuvač ·
Tatrahond ·
Tsjecho-Slowaakse wolfhond ·
Welsh corgi Cardigan ·
Welsh corgi Pembroke ·
Zuid-Russische owcharka ·
Zwitserse witte herder